# Bibong-myeon, Wanju-gun
Bibong-myeon (koreanska: 비봉면) är en socken i Sydkorea. Den ligger i kommunen Wanju-gun i provinsen Norra Jeolla, i den centrala delen av landet, 180 km söder om huvudstaden Seoul.